# Ladislav Macho
Ladislav Macho (* 10. června 1962 Kladno) je bývalý profesionální český fotbalový brankář. Na divizní úrovni chytal až do svých 50 let. Od 14. ledna 2015 je hráčem FC Tuchoraz (I. B třída Středočeského kraje, II. třída okresu Kolín).

## Fotbalová kariéra
Hrál za DP Xaverov Horní Počernice, Duklu Praha, VTJ Tábor a FC Příbram. V československé a české lize nastoupil celkem v 9 utkáních. S druholigovým klubem FC Dukla se v sezoně 1996/97 probojoval do finále Poháru Českomoravského fotbalového svazu, kde podlehl až v prodloužení nejtěsnějším rozdílem vicemistru ligy Slavii Praha, o jejímž triumfu rozhodla jediná branka, kterou vstřelil Karel Vácha ve 100. minutě. Byl to první případ v samostatné éře České republiky (od sezony 1993/94 včetně), kdy se druholigový klub probojoval do finále poháru.
Mezi jeho debutem v československé lize a druhým startem (debutem v české lize) uplynulo bezmála 15 let. Poslední prvoligové utkání odchytal 2. května 1998 v Příbrami proti Jablonci (prohra 1:3).
- 28.08.1982, 1. kolo: TJ Lokomotíva Košice – ASVS Dukla Praha 3:1 (2:0)
- 16.08.1997, 3. kolo: FC Petra Drnovice – FC Dukla 4:1 (2:1)

## Ligová bilance
| Ročník                                   | Zápasy | Góly | Minuty | Nuly | Klub              |
| ---------------------------------------- | ------ | ---- | ------ | ---- | ----------------- |
| Česká národní fotbalová liga 1981/82     | 14     | 0    | -      | -    | DP Xaverov        |
| 1. československá fotbalová liga 1982/83 | 1      | 0    | 90     | 0    | ASVS Dukla Praha  |
| Česká národní fotbalová liga 1983/84     | 12     | 0    | -      | -    | VTJ Tábor         |
| Česká národní fotbalová liga 1984/85     | 24     | 0    | -      | -    | DP Xaverov        |
| Česká národní fotbalová liga 1985/86     | 27     | 0    | -      | -    | DP Xaverov        |
| Česká národní fotbalová liga 1986/87     | 21     | 0    | -      | -    | DP Xaverov        |
| Česká národní fotbalová liga 1987/88     | 27     | 0    | -      | -    | DP Xaverov        |
| Česká národní fotbalová liga 1988/89     | 30     | 0    | -      | 9    | DP Xaverov        |
| Česká fotbalová liga 1993/94             | -      | 0    | -      | -    | FC Portal Příbram |
| 2. česká fotbalová liga 1994/95          | -      | 0    | -      | -    | FC Portal Příbram |
| 2. česká fotbalová liga 1995/96          | 13     | 0    | -      | -    | FC Portal Příbram |
| 2. česká fotbalová liga 1996/97          | 1      | 0    | -      | -    | FC Dukla          |
| Gambrinus liga 1997/98                   | 8      | 0    | 720    | 2    | FC Dukla          |
| CELKEM I. LIGA                           | 9      | 0    | 810    | 2    |                   |